# 25th Anniversary Box Set
25th Anniversary Box Set är en samlingsbox med Jethro Tull utgivet i begränsad upplaga 1993 av skivbolaget EMI. Det inkluderar några av bandets mest kända kompositioner från 1969 till 1992, många av dem tidigare inte tillgängliga i versionerna som presenteras här. 25th Anniversary Box Set var den andra samlingsboxen med Jethro Tull på fem år. Den första var 3 CD/5 LP/3 kassett-boxen 20 Years of Jethro Tull från 1988.

## 4 CD'er
25th Anniversary Box Set innehåller 4 CD-skivor. Dessa är:
- Remixed Classic Songs: remix av tidigare spår (77:06)
- Carnegie Hall, N.Y., Recorded Live New York City 1970: konsert till intäkt för Phoenix House för rehabilitering narkotikamissbrukare (60:28)
- The Beacons Bottom Tapes: nyispelningar av tidigare utgivna låtar (71:07)
- Pot Pourri Live Across The World & Through The Years: live (1969–1992) (77:43)

## Låtlista

### CD 1: Remixed (Classic Songs)
1. "My Sunday Feeling" – 3:42
2. "A Song for Jeffrey" – 3:22
3. "Living in the Past" – 3:25
4. "Teacher" – 4:09
5. "Sweet Dream" – 3:59
6. "Cross-Eyed Mary" – 4:09
7. "Witch's Promise" – 3:51
8. "Life Is a Long Song" – 3:1
9. "Bungle in the Jungle" – 3:40
10. "Minstrel in the Gallery" – 8:13
11. "Cold Wind to Valhalla" – 4:14
12. "Too Old to Rock 'n' Roll: Too Young to Die!" – 5:30
13. "Songs from the Wood" – 4:54
14. "Heavy Horses" – 9:04
15. "Black Sunday" – 6:42
16. "Broadsword" – 4:54

### CD 2: Carnegie Hall, N.Y. (Recorded Live New York City 1970)
1. "Nothing Is Easy" – 6:06
2. "My God" – 11:11
3. "With You There to Help Me" – 6:46
4. "Song for Jeffrey" – 5:46
5. "To Cry You a Song" – 7:59
6. "Sossity, You're a Woman" – 2:26
7. "Reasons for Waiting" – 3:55
8. "We Used to Know" – 3:18
9. "Guitar Solo" – 8:24
10. "For a Thousand Mothers" – 4:48

### CD 3: The Beacons Bottom (Tapes)
1. "So Much Trouble" – 2:30
2. "My Sunday Feeling" – 3:56
3. "Some Day the Sun Won't Shine for You" – 2:02
4. "Living in the Past" – 3:26
5. "Bourée" (instrumental) – 3:32
6. "With You There to Help Me" – 6:13
7. "Thick as a Brick" – 9:01
8. "Cheerio" – 3:58
9. "A New Day Yesterday" – 8;01
10. "Protect and Survive" (instrumental) – 3:06
11. "Jack-A-Lynn" – 4:57
12. "The Whistler" (instrumental) – 2:52
13. "My God" — 10:02
14. "Aqualung" – 7:31

### CD 4: Pot Pourri (Live Across The World & Through The Years)
1. "To Be Sad Is a Mad Way to Be" (Konserthuset Stockholm 19 januari 1969) – 3:57
2. "Back to the Family" (Konserthuset Stockholm 19 januari 1969) – 3:36
3. "A Passion Play (Extract)" (Palais des Sports, Paris 5 juli 1975) – 3:20
4. "Wind-Up"/"Locomotive Breath"/"Land of Hope and Glory" (Golders Green Hippodrome, London 2 februari 1977) – 11:48
5. "Seal Driver" (Congress Centrum, Hamburg 8 april 1982) – 5:38
6. "Nobody's Car" (Hammersmith Apollo, London 9 september 1984) – 5:02
7. "Pussy Willow" (Hammersmith Apollo, London 9 september 1984) – 4:59
8. "Budapest" (Leysin Festival, Leysin, Schweiz 10 juli 1991) – 10:52
9. "Nothing Is Easy" (Leysin Festival, Leysin, Schweiz 10 juli 1991) – 5:18
10. "Kissing Willie" (Tallinn Festival, Tallinn 20 juli 1991) – 3:40
11. "Still Loving You Tonight" (Hammersmith Apollo, London 8 oktober 1991) – 5:03
12. "Beggar's Farm" (Beasley Theater Quad, Pullman, Washington 24 oktober 1992) – 5:21
13. "Passion Jig" (instrumental) (Riviera Theater, Chicago 10 oktober 1992) – 2:01
14. "A Song for Jeffrey" (Riviera Theater, Chicago 11 oktober 1992) – 3:26
15. "Living in the Past" (Theatre St. Denis, Montreal 9 november 1992) – 3:42